# Потеряєвка (Мамонтовський район)
Потеря́євка (рос. Потеряевка) — селище у складі Мамонтовського району Алтайського краю, Росія. Входить до складу Корчинської сільської ради.

## Населення
Населення — 33 особи (2010; 51 у 2002).
Національний склад (станом на 2002 рік):
- росіяни — 98 %